# Le Grand Rendez-vous (émission de radio)
Pour les articles homonymes, voir Le Grand Rendez-vous.
Le Grand Rendez-vous est une émission audiovisuelle hebdomadaire consacrée à la politique française. Elle est présentée par Pierre de Vilno, Mathieu Bock-Côté et Christophe Jakubyszyn. Cette émission était à l'origine uniquement diffusée sur Europe 1, depuis septembre 2002, mais depuis avril 2005, elle est présente simultanément sur la TNT.

## Description
Chaque dimanche, un invité politique répond aux questions de Pierre de Vilno sur la station de radio Europe 1, Mathieu Bock-Côté sur la chaîne CNews et Nicolas Barré sur la chaîne Les Echos. L'émission a pour partenaire une chaîne de télévision, anciennement TV5 Monde, i-Télé depuis août 2011 devenu CNews. Un journaliste représentant chacun des partenaires est présent aux côtés de l'animateur de l'émission. La chaîne de télévision diffuse également l'émission.

### Identité visuelle (logotype)

Logo de l'émission de 2007 à 2017
Logo de l'émission de 2017 à 2021
Logo de l'émission depuis 2021

## Historique
Jusqu'en 2008, l'émission était diffusée à 18h.
En 2011-2013, l'émission est diffusée le dimanche de 10 h à 11 h sur Europe 1 et sur i-Télé, en partenariat avec le quotidien Le Parisien.
De 2013 à 2016, Le Monde remplace Le Parisien en tant que partenaire presse, avec la participation de Arnaud Leparmentier .
Puis depuis septembre 2016, Les Échos remplace Le Monde, avec la participation de Nicolas Barré.
Le 20 novembre 2016, Myriam Encaoua succède à Michaël Darmon qui a démissionné de I-Télé.
Le 11 décembre 2016, Jean-Pierre Elkabbach quitte l'émission mais également la station pour rejoindre I-Télé.
Le 8 janvier 2017, Antonin André reprend les rênes de l'émission par intérim puis le 5 février Fabien Namias récupère la présentation.
Le 26 mars 2017, Audrey Pulvar succède à Myriam Encaoua qui est parti de CNews pour aller au journal Le Parisien.

## Intervieweurs

### Historique
- Le 3 septembre 2017, David Doukhan est le nouveau journaliste organisant le débat pour Europe 1[3].
- À la rentrée 2018, Hélène Jouan récupère Le Grand rendez-vous, remplaçant ainsi David Doukhan[4].

### Journaliste pourEurope 1
Direction du débat : 
- de septembre 2002[réf. nécessaire] à 11 décembre 2016 : Jean-Pierre Elkabbach
- de septembre 2008 à juillet 2010 : Patrick Cohen
- de septembre 2010 à mars 2011 : Fabien Namias
- de mars 2011 à juillet 2011 : Thierry Guerrier
- 8 janvier 2017 - 5 février 2017 : Antonin André (intérim)
- 5 février 2017 - 9 juillet 2017 : Fabien Namias (Antonin André ou Aurélie Herbemont, en remplacement)
- 3 septembre 2017 - 15 juillet 2018 : David Doukhan (Aurélie Herbemont, en remplacement)
- 2 septembre 2018 - 7 juillet 2019 : Hélène Jouan (Michaël Darmon en remplacement)
- 1er septembre 2019 - 11 juillet 2021 : Michaël Darmon (Aurélie Herbemont, en remplacement)
- Du 29 août 2021 à 2024 : Sonia Mabrouk (Dimitri Pavlenko, Pierre de Vilno, en remplacement)
- Depuis le 1er septembre 2024 : Pierre de Vilno

### Journaliste pourCNEWS
- de 28 août 2011 à 20 novembre 2016  : Michaël Darmon
- de 20 novembre 2016 à 19 mars 2017 : Myriam Encaoua
- de 26 mars 2017 à 30 avril 2017 : Audrey Pulvar
- 14 mai 2017 - 9 juillet 2017 : Yoann Usaï
- 3 septembre 2017 - 15 juillet 2018 : Laurence Ferrari
- 2 septembre 2018 - 18 avril 2021 : Damien Fleurot
- 25 avril 2021 - 11 juillet 2021 : Yoann Usaï (en intérim)
- Depuis le 29 août 2021 : Mathieu Bock-Côté  (Elodie Huchard en remplacement )

### Journaliste pourLe Parisien-Aujourd'hui en France
- de septembre 2011 à  juillet 2012 :  Thierry Borsa.
- de 2012 à  juillet 2013 :  Henri Vernet.

### Journaliste pourLe Monde
- de septembre 2013 à  juillet 2016 :  Arnaud Leparmentier.

### Journaliste pourLes Échos
- De septembre 2016 à juin 2024 : Nicolas Barré (Cécile Cournudet, en remplacement)
- Depuis le 1er septembre 2024 : Christophe Jakubyszyn (Cécile Cournudet ou Stéphane Dupont, en remplacement)

## Dans la fiction
L'émission figure dans la série télévisée Baron noir (2016), avec une interview, par Jean-Pierre Elkabbach, Arnaud Leparmentier et Michaël Darmon jouant leurs propres rôles, du président de la République fictif Francis Laugier (incarné par Niels Arestrup).